# Menunasah Jeumpa
Menunasah Jeumpa is een bestuurslaag in het regentschap Aceh Timur van de provincie Atjeh, Indonesië. Menunasah Jeumpa telt 201 inwoners (volkstelling 2010).